# Öländska
Öländska är en dialekt med ursprung från Öland. Öländskan är en samling av olika ölandsmål, vars geografiska dialektskillnader är omstridda och på flera håll diffusa. Komplexiteten beror på språkliga influenser av olika karaktär från åtskilliga regioner. Flertalet av dialektologerna räknar dock med att öländskan ursprungligen påverkats av de nordöstra delarna av landet, inklusive Gotland. Inflytandet av de nordöstliga idiomen kan härledas till ständiga sjöförbindelser med dels Stockholm, dels norrländska kuststäder. Delar av det öländska ordförrådet överensstämmelser på många håll med östgötamål. Detta tros vara avtryck från den tid då Ölands kyrkliga församlingar lydde under Östergötland. 
De nordöstliga influenserna har på senare tid befunnit sig i en allt större konflikt med sydsvenska accenter, vilka härstammar från trakterna runt Kalmar. Detta har lett till att de öländska målen har en tendens att dela upp sig i nordliga och sydliga mål, med en särskild övergångsregion i mitten av ön. Alvaret har genom tiderna bidragit till en isolering mellan folket på öst- och västsidan, i synnerhet på vintrarna. Följaktligen har den mellersta västsidan i högre grad influerats av fastlandsdialekterna och östsidan har utvecklat ett mer säreget ordförråd. 

## Vokalismen
På hela ön tenderar långstaviga ord som innehåller korta i och y att sänkas till e respektive ö: sikt blir sekt och smycke smöcke etc. Hos substantiv i bestämd form singularis, med svagt betonad vokal, faller ofta n bort och ändelsevokalen blir feminin: snoken kommer därför att heta snoka. I de mellersta och södra delarna av ön består n fortfarande i ord med starkt betonad vokal, så som ån, medan det i norr skulle heta åa. 
Ett drag härstammande från nordligare delar av Sverige är bortfall av pluraländelser för substantiv i obestämd form, då ändelsevokalen försvagas eller helt försvinner: Gubbar blir Gubb etc. Detta fenomen förekommer i flera former. Verb med er-ändelse har till exempel en benägenhet att tappa hela ändelsen då vokalen försvagas kraftigt: springer blir ''spring, blåser blir blås etc. Likaså försvinner ändelsen i många ord med vokal som sista bokstav: bara blir bar etc. Ett ord som stanna tappar sitt andra a, men får istället det första förlängt till sta-ann, t.ex. Vi sta-ann på Öland.
I en intervju om Algutsrums marknad från 1968, med en då nästan 70 år gammal kvinna från Sandby socken på östra Öland, är förlusten av ändelser tydlig: ”När ja va ban, jag kan int kåmm ihåg att det va karusell då. När jag ble lit störr då va där karusell”

## Konsonantismen
I konsonantismen förekommer åtskilliga sydliga influenser. På mellersta Öland har g en benägenhet att övergå till j, då det skrivs efter vokal: skog blir således skoj. Detta är ett exempel på hur påverkan från Kalmarregionen är störst i de mellersta delarna, eftersom skog alltjämt heter skog på den södra och norra delen av ön.
Ändelsen rd tenderar att i slutet av ord övergå till l på vissa delar av ön. Exempelvis uttalas då ordet jord som jol.
Ytterligare ett drag från sydsvenskan är tungrots-r, som har etablerat sig i södra delen av ön. Kring Runsten socken, i mitten av ön, kan en diffus gräns urskiljas. Här talar drygt hälften med tungrots-r, och för nästkommande socknar i nordlig riktning blir andelen som talar med tungspets-r mer och mer övervägande.
I likhet med fastlandet vokaliseras ofta r efter vokal. Vad r skiftar till beror dock på var på ön man befinner sig. Det skiftar från ett ä-ljud i söder till ett a-ljud i norr. Detta ger oss olika former av t.ex. mer som meä, mee, meå, och mea.”.